# Ennatu Domingo Soler
Ennatu Domingo Soler   (Wereta, 1996) és una investigadora i escriptora catalana, analista de la política i centrada en prevenció de conflictes i resolució d'aquests en geopolítica. El seu àmbit és l'entorn europeu i africà, les relacions internacionals, la diplomàcia, les dinàmiques polítiques, les regions del corn d'Àfrica i la Mar Roja, sobretot en l'àmbit d'Etiòpia. És filla d'Anna Soler-Pont.
Nascuda a Etiòpia, és llicenciada en Ciències Polítiques per la Universitat de Kent a Canterbury (Anglaterra) i màster en Conflicte Internacional i Seguretat per la Universitat de Kent a Brussel·les (Bèlgica). Ha treballat com a becària a International Crisis Group (ICG), a la seu de Nairobi (Kenya), on va obtenir una Beca Schuman per treballar al Departament d'Afers Exteriors del Parlament Europeu a Brussel·les, en l'àmbit de les relacions entre la Unió Europea amb els països de l'Àfrica, el Carib i el Pacífic. A actualment és assistent de recerca del think tank European Center for Development Policy Management (ECDPM), a la seu de Maastricht (els Països Baixos).
A la seva autobiografia Fusta d'eucaliptus cremada, explicà la història de la seva mare Yamrot, maltractada, prostituïda i que morí de sida l'any 2003 amb 25 anys. Domingo fou adoptada quan ja tenia 7 anys per una família de Barcelona, Anna Soler-Pont i Ricard Domingo, i anà a viure al barri de Gràcia. De petita a Etiòpia no fou matriculada a l'escola, però ella hi accedí cosa que li comportà una esbroncada del professor, ja que no estava matriculada.
És afiliada a Junts per Catalunya, i es presentà en el lloc 28 a la llista per Barcelona a les Eleccions al Parlament de Catalunya de 2021. Ella mateixa es defineix com a feminista, ecologista, i independentista catalana.
El 2024 es presenta a les eleccions al Parlament de Catalunya com a 6a a la llista per Barcelona de Junts per Catalunya.
Des d'octubre de 2024 és vocal de drets socials, igualtat i feminisme del seu partit.